# Врублев (Велюнський повіт)
Врублев (пол. Wróblew) — село в Польщі, у гміні Скомлін Велюнського повіту Лодзинського воєводства.
Населення — 599 осіб (2011).
У 1975-1998 роках село належало до Серадзького воєводства.

## Демографія
Демографічна структура станом на 31 березня 2011 року:
|          | Загалом | Допрацездатний вік | Працездатний вік | Постпрацездатний вік |
| -------- | ------- | ------------------ | ---------------- | -------------------- |
| Чоловіки | 294     | 64                 | 196              | 34                   |
| Жінки    | 305     | 67                 | 150              | 88                   |
| Разом    | 599     | 131                | 346              | 122                  |